# Sławomir Złotek-Złotkiewicz
Sławomir Złotek-Złotkiewicz, né le 8 juillet 1930, à Brwinów, en Pologne et décédé le 3 février 1978, à Varsovie, en Pologne, est un ancien joueur de basket-ball polonais.